# Krisztus, virágunk
A Krisztus, virágunk kezdetű húsvéti ének a Cantus Catholici Szegedi Ferenc-féle változatában található. Szövegét Sík Sándor írta.
A Magyarok fénye kezdetű, Szent István királyról szóló ének ugyanennek a dallamnak egy másik szövege, mely a XVII. századi kéziratos Magyar Cantionale-ban található.
Feldolgozás:
| Szerző       | Mire        | Mű                |
| ------------ | ----------- | ----------------- |
| Bárdos Lajos | vegyeskar   | Musica Sacra I/1  |
| Bárdos Lajos | vegyeskar   | Musica Sacra I/4  |
| Bárdos Lajos | egynemű kar | Musica Sacra II/2 |

## Kotta és dallam
A Szent István királyról szóló szöveg:
| Magyarok fénye, Ország reménye, Légy áldott, szent István király, Légy áldott, szent István király. | Szép magyar néped Krisztushoz vitted, Légy áldott, szent István király, Légy áldott, szent István király. | Szent hitben tarts meg, Jézusnál áldj meg! Légy áldott, szent István király, Légy áldott, szent István király. |

## Felvételek
- Krisztus virágunk. Korál-sziget  YouTube (2011. február 12.)  (Hozzáférés: 2016. december 16.) (videó) hangszeres feldolgozás
- Krisztus virágunk. Dicsőítő Csoport  YouTube (2013. május 12.)  (Hozzáférés: 2016. december 16.) (videó) Budaörsi Evangélikus Gyülekezet - Családi nap.
- SZVU 296 Magyarok fénye ország reménye. Youtube (2011. július 15.)  (Hozzáférés: 2016. december 16.) (audió)
- Magyar hazánk. Regélők  YouTube (2009. május 24.)  (Hozzáférés: 2016. december 16.) (videó) 4:01-től.